# パトリシア・マコーミック
パトリシア・ジョーン・"パット"・マコーミック （Patricia Joan "Pat" McCormick、1930年5月12日 - 2023年3月7日）はアメリカ合衆国の元飛込競技選手。飛板飛び込み・高飛び込みの2つを連覇した (1952年と1956年) 。1956年にアメリカで最も優れたアマチュアアスリートに与えられるジェームスサリバン賞を受賞した。これは女性として2番目の受賞であった。
子供であった1930年代・1940年代には、女性選手の競技が許されていなかった飛込競技を行い、カリフォルニア州ロングビーチのにあるロス・アラミトス橋から飛び込んで練習していたことで有名であった。ウッドロウ・ウィルソン高校、ロングビーチシティ大学、カリフォルニア州立大学ロングビーチ校と進学した。
オリンピックの後、飛び込みの遠征を行い、カタリナ水着のモデルとなった。1984年のロサンゼルスオリンピックの組織委員会で勤務し「パッツ・チャンプス」と呼ばれる計画を開始した。これは、子どもに大きな夢を見てもらい、成功するための実用的な方法を整える基盤となるものであった。
夫のジョンはAAUの高飛び込みで1950年、51年にチャンピオンになっている。1960年に生まれた娘のケリー・マコーミックもオリンピックの飛込競技で2つのメダルを獲得している。息子は1956年のオリンピックの5か月前に生まれた。
2023年3月7日、カリフォルニア州オレンジ郡にて死去。